# Домбровскіса тема
Те́ма Домбро́вскіса — тема в шаховій композиції ортодоксального жанру. Суть теми — кожна загроза мату хибних спроб спростовується відмінним один від одного ходом чорних, а в дійсному рішенні задачі — ці спростування утворюють тематичні варіанти на які проходять загрози мату, по принципу — спростування загрози хибного ходу в рішенні стає варіантом гри і спричиняє мат, який був загрозою. В початковій позиції тематичні мати повинні бути незаготовлені.

## Історія
Парадоксальну ідею запропонував в 1958 році шаховий композитор з Латвії Альфред Домбровскіс (19.04.1923 — 18.03.2000).
В задачі є хибні спроби білих з різною в кожній спробі загрозою оголошення мату чорному королю, і кожна спроба спростовується іншим ходом чорних. В дійсні грі кожна загроза проходить на той же хід-спростування хибної гри. Таким чином проходить переміна функцій ходів білих фігур, як мінімум у двох варіантах на ходи чорних по принципу, наведеному в алгоритмі базової форми ідеї.
Цей задум дістав назву від імені шахового композитора, який відкрив цю ідею — тема Домбровскіса. Тема має ряд форм вираження — проста (базова), ускладнена, перехресно-замкнута, повна.
Алгоритм вираження базової форми:
1. ? ~ 2. A #, 1. ... a !
1. ? ~ 2. B #, 1. ... b !
1. !(?) ~
1. ... a 2. A #
1. ... b 2. B #
|   | a | b | c | d | e | f | g | h |   |
| 8 | e8 чорний кінь · a6 чорний пішак · b6 чорний пішак · h6 білий слон · e5 білий король · h5 білий кінь · a4 білий ферзь · b4 білий пішак · e4 біла тура · c3 чорний пішак · d3 чорний король · c2 білий кінь · f2 чорний пішак · e1 чорний слон · f1 чорний ферзь | e8 чорний кінь · a6 чорний пішак · b6 чорний пішак · h6 білий слон · e5 білий король · h5 білий кінь · a4 білий ферзь · b4 білий пішак · e4 біла тура · c3 чорний пішак · d3 чорний король · c2 білий кінь · f2 чорний пішак · e1 чорний слон · f1 чорний ферзь | e8 чорний кінь · a6 чорний пішак · b6 чорний пішак · h6 білий слон · e5 білий король · h5 білий кінь · a4 білий ферзь · b4 білий пішак · e4 біла тура · c3 чорний пішак · d3 чорний король · c2 білий кінь · f2 чорний пішак · e1 чорний слон · f1 чорний ферзь | e8 чорний кінь · a6 чорний пішак · b6 чорний пішак · h6 білий слон · e5 білий король · h5 білий кінь · a4 білий ферзь · b4 білий пішак · e4 біла тура · c3 чорний пішак · d3 чорний король · c2 білий кінь · f2 чорний пішак · e1 чорний слон · f1 чорний ферзь | e8 чорний кінь · a6 чорний пішак · b6 чорний пішак · h6 білий слон · e5 білий король · h5 білий кінь · a4 білий ферзь · b4 білий пішак · e4 біла тура · c3 чорний пішак · d3 чорний король · c2 білий кінь · f2 чорний пішак · e1 чорний слон · f1 чорний ферзь | e8 чорний кінь · a6 чорний пішак · b6 чорний пішак · h6 білий слон · e5 білий король · h5 білий кінь · a4 білий ферзь · b4 білий пішак · e4 біла тура · c3 чорний пішак · d3 чорний король · c2 білий кінь · f2 чорний пішак · e1 чорний слон · f1 чорний ферзь | e8 чорний кінь · a6 чорний пішак · b6 чорний пішак · h6 білий слон · e5 білий король · h5 білий кінь · a4 білий ферзь · b4 білий пішак · e4 біла тура · c3 чорний пішак · d3 чорний король · c2 білий кінь · f2 чорний пішак · e1 чорний слон · f1 чорний ферзь | e8 чорний кінь · a6 чорний пішак · b6 чорний пішак · h6 білий слон · e5 білий король · h5 білий кінь · a4 білий ферзь · b4 білий пішак · e4 біла тура · c3 чорний пішак · d3 чорний король · c2 білий кінь · f2 чорний пішак · e1 чорний слон · f1 чорний ферзь | 8 |
| 7 | e8 чорний кінь · a6 чорний пішак · b6 чорний пішак · h6 білий слон · e5 білий король · h5 білий кінь · a4 білий ферзь · b4 білий пішак · e4 біла тура · c3 чорний пішак · d3 чорний король · c2 білий кінь · f2 чорний пішак · e1 чорний слон · f1 чорний ферзь | e8 чорний кінь · a6 чорний пішак · b6 чорний пішак · h6 білий слон · e5 білий король · h5 білий кінь · a4 білий ферзь · b4 білий пішак · e4 біла тура · c3 чорний пішак · d3 чорний король · c2 білий кінь · f2 чорний пішак · e1 чорний слон · f1 чорний ферзь | e8 чорний кінь · a6 чорний пішак · b6 чорний пішак · h6 білий слон · e5 білий король · h5 білий кінь · a4 білий ферзь · b4 білий пішак · e4 біла тура · c3 чорний пішак · d3 чорний король · c2 білий кінь · f2 чорний пішак · e1 чорний слон · f1 чорний ферзь | e8 чорний кінь · a6 чорний пішак · b6 чорний пішак · h6 білий слон · e5 білий король · h5 білий кінь · a4 білий ферзь · b4 білий пішак · e4 біла тура · c3 чорний пішак · d3 чорний король · c2 білий кінь · f2 чорний пішак · e1 чорний слон · f1 чорний ферзь | e8 чорний кінь · a6 чорний пішак · b6 чорний пішак · h6 білий слон · e5 білий король · h5 білий кінь · a4 білий ферзь · b4 білий пішак · e4 біла тура · c3 чорний пішак · d3 чорний король · c2 білий кінь · f2 чорний пішак · e1 чорний слон · f1 чорний ферзь | e8 чорний кінь · a6 чорний пішак · b6 чорний пішак · h6 білий слон · e5 білий король · h5 білий кінь · a4 білий ферзь · b4 білий пішак · e4 біла тура · c3 чорний пішак · d3 чорний король · c2 білий кінь · f2 чорний пішак · e1 чорний слон · f1 чорний ферзь | e8 чорний кінь · a6 чорний пішак · b6 чорний пішак · h6 білий слон · e5 білий король · h5 білий кінь · a4 білий ферзь · b4 білий пішак · e4 біла тура · c3 чорний пішак · d3 чорний король · c2 білий кінь · f2 чорний пішак · e1 чорний слон · f1 чорний ферзь | e8 чорний кінь · a6 чорний пішак · b6 чорний пішак · h6 білий слон · e5 білий король · h5 білий кінь · a4 білий ферзь · b4 білий пішак · e4 біла тура · c3 чорний пішак · d3 чорний король · c2 білий кінь · f2 чорний пішак · e1 чорний слон · f1 чорний ферзь | 7 |
| 6 | e8 чорний кінь · a6 чорний пішак · b6 чорний пішак · h6 білий слон · e5 білий король · h5 білий кінь · a4 білий ферзь · b4 білий пішак · e4 біла тура · c3 чорний пішак · d3 чорний король · c2 білий кінь · f2 чорний пішак · e1 чорний слон · f1 чорний ферзь | e8 чорний кінь · a6 чорний пішак · b6 чорний пішак · h6 білий слон · e5 білий король · h5 білий кінь · a4 білий ферзь · b4 білий пішак · e4 біла тура · c3 чорний пішак · d3 чорний король · c2 білий кінь · f2 чорний пішак · e1 чорний слон · f1 чорний ферзь | e8 чорний кінь · a6 чорний пішак · b6 чорний пішак · h6 білий слон · e5 білий король · h5 білий кінь · a4 білий ферзь · b4 білий пішак · e4 біла тура · c3 чорний пішак · d3 чорний король · c2 білий кінь · f2 чорний пішак · e1 чорний слон · f1 чорний ферзь | e8 чорний кінь · a6 чорний пішак · b6 чорний пішак · h6 білий слон · e5 білий король · h5 білий кінь · a4 білий ферзь · b4 білий пішак · e4 біла тура · c3 чорний пішак · d3 чорний король · c2 білий кінь · f2 чорний пішак · e1 чорний слон · f1 чорний ферзь | e8 чорний кінь · a6 чорний пішак · b6 чорний пішак · h6 білий слон · e5 білий король · h5 білий кінь · a4 білий ферзь · b4 білий пішак · e4 біла тура · c3 чорний пішак · d3 чорний король · c2 білий кінь · f2 чорний пішак · e1 чорний слон · f1 чорний ферзь | e8 чорний кінь · a6 чорний пішак · b6 чорний пішак · h6 білий слон · e5 білий король · h5 білий кінь · a4 білий ферзь · b4 білий пішак · e4 біла тура · c3 чорний пішак · d3 чорний король · c2 білий кінь · f2 чорний пішак · e1 чорний слон · f1 чорний ферзь | e8 чорний кінь · a6 чорний пішак · b6 чорний пішак · h6 білий слон · e5 білий король · h5 білий кінь · a4 білий ферзь · b4 білий пішак · e4 біла тура · c3 чорний пішак · d3 чорний король · c2 білий кінь · f2 чорний пішак · e1 чорний слон · f1 чорний ферзь | e8 чорний кінь · a6 чорний пішак · b6 чорний пішак · h6 білий слон · e5 білий король · h5 білий кінь · a4 білий ферзь · b4 білий пішак · e4 біла тура · c3 чорний пішак · d3 чорний король · c2 білий кінь · f2 чорний пішак · e1 чорний слон · f1 чорний ферзь | 6 |
| 5 | e8 чорний кінь · a6 чорний пішак · b6 чорний пішак · h6 білий слон · e5 білий король · h5 білий кінь · a4 білий ферзь · b4 білий пішак · e4 біла тура · c3 чорний пішак · d3 чорний король · c2 білий кінь · f2 чорний пішак · e1 чорний слон · f1 чорний ферзь | e8 чорний кінь · a6 чорний пішак · b6 чорний пішак · h6 білий слон · e5 білий король · h5 білий кінь · a4 білий ферзь · b4 білий пішак · e4 біла тура · c3 чорний пішак · d3 чорний король · c2 білий кінь · f2 чорний пішак · e1 чорний слон · f1 чорний ферзь | e8 чорний кінь · a6 чорний пішак · b6 чорний пішак · h6 білий слон · e5 білий король · h5 білий кінь · a4 білий ферзь · b4 білий пішак · e4 біла тура · c3 чорний пішак · d3 чорний король · c2 білий кінь · f2 чорний пішак · e1 чорний слон · f1 чорний ферзь | e8 чорний кінь · a6 чорний пішак · b6 чорний пішак · h6 білий слон · e5 білий король · h5 білий кінь · a4 білий ферзь · b4 білий пішак · e4 біла тура · c3 чорний пішак · d3 чорний король · c2 білий кінь · f2 чорний пішак · e1 чорний слон · f1 чорний ферзь | e8 чорний кінь · a6 чорний пішак · b6 чорний пішак · h6 білий слон · e5 білий король · h5 білий кінь · a4 білий ферзь · b4 білий пішак · e4 біла тура · c3 чорний пішак · d3 чорний король · c2 білий кінь · f2 чорний пішак · e1 чорний слон · f1 чорний ферзь | e8 чорний кінь · a6 чорний пішак · b6 чорний пішак · h6 білий слон · e5 білий король · h5 білий кінь · a4 білий ферзь · b4 білий пішак · e4 біла тура · c3 чорний пішак · d3 чорний король · c2 білий кінь · f2 чорний пішак · e1 чорний слон · f1 чорний ферзь | e8 чорний кінь · a6 чорний пішак · b6 чорний пішак · h6 білий слон · e5 білий король · h5 білий кінь · a4 білий ферзь · b4 білий пішак · e4 біла тура · c3 чорний пішак · d3 чорний король · c2 білий кінь · f2 чорний пішак · e1 чорний слон · f1 чорний ферзь | e8 чорний кінь · a6 чорний пішак · b6 чорний пішак · h6 білий слон · e5 білий король · h5 білий кінь · a4 білий ферзь · b4 білий пішак · e4 біла тура · c3 чорний пішак · d3 чорний король · c2 білий кінь · f2 чорний пішак · e1 чорний слон · f1 чорний ферзь | 5 |
| 4 | e8 чорний кінь · a6 чорний пішак · b6 чорний пішак · h6 білий слон · e5 білий король · h5 білий кінь · a4 білий ферзь · b4 білий пішак · e4 біла тура · c3 чорний пішак · d3 чорний король · c2 білий кінь · f2 чорний пішак · e1 чорний слон · f1 чорний ферзь | e8 чорний кінь · a6 чорний пішак · b6 чорний пішак · h6 білий слон · e5 білий король · h5 білий кінь · a4 білий ферзь · b4 білий пішак · e4 біла тура · c3 чорний пішак · d3 чорний король · c2 білий кінь · f2 чорний пішак · e1 чорний слон · f1 чорний ферзь | e8 чорний кінь · a6 чорний пішак · b6 чорний пішак · h6 білий слон · e5 білий король · h5 білий кінь · a4 білий ферзь · b4 білий пішак · e4 біла тура · c3 чорний пішак · d3 чорний король · c2 білий кінь · f2 чорний пішак · e1 чорний слон · f1 чорний ферзь | e8 чорний кінь · a6 чорний пішак · b6 чорний пішак · h6 білий слон · e5 білий король · h5 білий кінь · a4 білий ферзь · b4 білий пішак · e4 біла тура · c3 чорний пішак · d3 чорний король · c2 білий кінь · f2 чорний пішак · e1 чорний слон · f1 чорний ферзь | e8 чорний кінь · a6 чорний пішак · b6 чорний пішак · h6 білий слон · e5 білий король · h5 білий кінь · a4 білий ферзь · b4 білий пішак · e4 біла тура · c3 чорний пішак · d3 чорний король · c2 білий кінь · f2 чорний пішак · e1 чорний слон · f1 чорний ферзь | e8 чорний кінь · a6 чорний пішак · b6 чорний пішак · h6 білий слон · e5 білий король · h5 білий кінь · a4 білий ферзь · b4 білий пішак · e4 біла тура · c3 чорний пішак · d3 чорний король · c2 білий кінь · f2 чорний пішак · e1 чорний слон · f1 чорний ферзь | e8 чорний кінь · a6 чорний пішак · b6 чорний пішак · h6 білий слон · e5 білий король · h5 білий кінь · a4 білий ферзь · b4 білий пішак · e4 біла тура · c3 чорний пішак · d3 чорний король · c2 білий кінь · f2 чорний пішак · e1 чорний слон · f1 чорний ферзь | e8 чорний кінь · a6 чорний пішак · b6 чорний пішак · h6 білий слон · e5 білий король · h5 білий кінь · a4 білий ферзь · b4 білий пішак · e4 біла тура · c3 чорний пішак · d3 чорний король · c2 білий кінь · f2 чорний пішак · e1 чорний слон · f1 чорний ферзь | 4 |
| 3 | e8 чорний кінь · a6 чорний пішак · b6 чорний пішак · h6 білий слон · e5 білий король · h5 білий кінь · a4 білий ферзь · b4 білий пішак · e4 біла тура · c3 чорний пішак · d3 чорний король · c2 білий кінь · f2 чорний пішак · e1 чорний слон · f1 чорний ферзь | e8 чорний кінь · a6 чорний пішак · b6 чорний пішак · h6 білий слон · e5 білий король · h5 білий кінь · a4 білий ферзь · b4 білий пішак · e4 біла тура · c3 чорний пішак · d3 чорний король · c2 білий кінь · f2 чорний пішак · e1 чорний слон · f1 чорний ферзь | e8 чорний кінь · a6 чорний пішак · b6 чорний пішак · h6 білий слон · e5 білий король · h5 білий кінь · a4 білий ферзь · b4 білий пішак · e4 біла тура · c3 чорний пішак · d3 чорний король · c2 білий кінь · f2 чорний пішак · e1 чорний слон · f1 чорний ферзь | e8 чорний кінь · a6 чорний пішак · b6 чорний пішак · h6 білий слон · e5 білий король · h5 білий кінь · a4 білий ферзь · b4 білий пішак · e4 біла тура · c3 чорний пішак · d3 чорний король · c2 білий кінь · f2 чорний пішак · e1 чорний слон · f1 чорний ферзь | e8 чорний кінь · a6 чорний пішак · b6 чорний пішак · h6 білий слон · e5 білий король · h5 білий кінь · a4 білий ферзь · b4 білий пішак · e4 біла тура · c3 чорний пішак · d3 чорний король · c2 білий кінь · f2 чорний пішак · e1 чорний слон · f1 чорний ферзь | e8 чорний кінь · a6 чорний пішак · b6 чорний пішак · h6 білий слон · e5 білий король · h5 білий кінь · a4 білий ферзь · b4 білий пішак · e4 біла тура · c3 чорний пішак · d3 чорний король · c2 білий кінь · f2 чорний пішак · e1 чорний слон · f1 чорний ферзь | e8 чорний кінь · a6 чорний пішак · b6 чорний пішак · h6 білий слон · e5 білий король · h5 білий кінь · a4 білий ферзь · b4 білий пішак · e4 біла тура · c3 чорний пішак · d3 чорний король · c2 білий кінь · f2 чорний пішак · e1 чорний слон · f1 чорний ферзь | e8 чорний кінь · a6 чорний пішак · b6 чорний пішак · h6 білий слон · e5 білий король · h5 білий кінь · a4 білий ферзь · b4 білий пішак · e4 біла тура · c3 чорний пішак · d3 чорний король · c2 білий кінь · f2 чорний пішак · e1 чорний слон · f1 чорний ферзь | 3 |
| 2 | e8 чорний кінь · a6 чорний пішак · b6 чорний пішак · h6 білий слон · e5 білий король · h5 білий кінь · a4 білий ферзь · b4 білий пішак · e4 біла тура · c3 чорний пішак · d3 чорний король · c2 білий кінь · f2 чорний пішак · e1 чорний слон · f1 чорний ферзь | e8 чорний кінь · a6 чорний пішак · b6 чорний пішак · h6 білий слон · e5 білий король · h5 білий кінь · a4 білий ферзь · b4 білий пішак · e4 біла тура · c3 чорний пішак · d3 чорний король · c2 білий кінь · f2 чорний пішак · e1 чорний слон · f1 чорний ферзь | e8 чорний кінь · a6 чорний пішак · b6 чорний пішак · h6 білий слон · e5 білий король · h5 білий кінь · a4 білий ферзь · b4 білий пішак · e4 біла тура · c3 чорний пішак · d3 чорний король · c2 білий кінь · f2 чорний пішак · e1 чорний слон · f1 чорний ферзь | e8 чорний кінь · a6 чорний пішак · b6 чорний пішак · h6 білий слон · e5 білий король · h5 білий кінь · a4 білий ферзь · b4 білий пішак · e4 біла тура · c3 чорний пішак · d3 чорний король · c2 білий кінь · f2 чорний пішак · e1 чорний слон · f1 чорний ферзь | e8 чорний кінь · a6 чорний пішак · b6 чорний пішак · h6 білий слон · e5 білий король · h5 білий кінь · a4 білий ферзь · b4 білий пішак · e4 біла тура · c3 чорний пішак · d3 чорний король · c2 білий кінь · f2 чорний пішак · e1 чорний слон · f1 чорний ферзь | e8 чорний кінь · a6 чорний пішак · b6 чорний пішак · h6 білий слон · e5 білий король · h5 білий кінь · a4 білий ферзь · b4 білий пішак · e4 біла тура · c3 чорний пішак · d3 чорний король · c2 білий кінь · f2 чорний пішак · e1 чорний слон · f1 чорний ферзь | e8 чорний кінь · a6 чорний пішак · b6 чорний пішак · h6 білий слон · e5 білий король · h5 білий кінь · a4 білий ферзь · b4 білий пішак · e4 біла тура · c3 чорний пішак · d3 чорний король · c2 білий кінь · f2 чорний пішак · e1 чорний слон · f1 чорний ферзь | e8 чорний кінь · a6 чорний пішак · b6 чорний пішак · h6 білий слон · e5 білий король · h5 білий кінь · a4 білий ферзь · b4 білий пішак · e4 біла тура · c3 чорний пішак · d3 чорний король · c2 білий кінь · f2 чорний пішак · e1 чорний слон · f1 чорний ферзь | 2 |
| 1 | e8 чорний кінь · a6 чорний пішак · b6 чорний пішак · h6 білий слон · e5 білий король · h5 білий кінь · a4 білий ферзь · b4 білий пішак · e4 біла тура · c3 чорний пішак · d3 чорний король · c2 білий кінь · f2 чорний пішак · e1 чорний слон · f1 чорний ферзь | e8 чорний кінь · a6 чорний пішак · b6 чорний пішак · h6 білий слон · e5 білий король · h5 білий кінь · a4 білий ферзь · b4 білий пішак · e4 біла тура · c3 чорний пішак · d3 чорний король · c2 білий кінь · f2 чорний пішак · e1 чорний слон · f1 чорний ферзь | e8 чорний кінь · a6 чорний пішак · b6 чорний пішак · h6 білий слон · e5 білий король · h5 білий кінь · a4 білий ферзь · b4 білий пішак · e4 біла тура · c3 чорний пішак · d3 чорний король · c2 білий кінь · f2 чорний пішак · e1 чорний слон · f1 чорний ферзь | e8 чорний кінь · a6 чорний пішак · b6 чорний пішак · h6 білий слон · e5 білий король · h5 білий кінь · a4 білий ферзь · b4 білий пішак · e4 біла тура · c3 чорний пішак · d3 чорний король · c2 білий кінь · f2 чорний пішак · e1 чорний слон · f1 чорний ферзь | e8 чорний кінь · a6 чорний пішак · b6 чорний пішак · h6 білий слон · e5 білий король · h5 білий кінь · a4 білий ферзь · b4 білий пішак · e4 біла тура · c3 чорний пішак · d3 чорний король · c2 білий кінь · f2 чорний пішак · e1 чорний слон · f1 чорний ферзь | e8 чорний кінь · a6 чорний пішак · b6 чорний пішак · h6 білий слон · e5 білий король · h5 білий кінь · a4 білий ферзь · b4 білий пішак · e4 біла тура · c3 чорний пішак · d3 чорний король · c2 білий кінь · f2 чорний пішак · e1 чорний слон · f1 чорний ферзь | e8 чорний кінь · a6 чорний пішак · b6 чорний пішак · h6 білий слон · e5 білий король · h5 білий кінь · a4 білий ферзь · b4 білий пішак · e4 біла тура · c3 чорний пішак · d3 чорний король · c2 білий кінь · f2 чорний пішак · e1 чорний слон · f1 чорний ферзь | e8 чорний кінь · a6 чорний пішак · b6 чорний пішак · h6 білий слон · e5 білий король · h5 білий кінь · a4 білий ферзь · b4 білий пішак · e4 біла тура · c3 чорний пішак · d3 чорний король · c2 білий кінь · f2 чорний пішак · e1 чорний слон · f1 чорний ферзь | 1 |
|   | a | b | c | d | e | f | g | h |   |

FEN: 4n3/8/pp5B/4K2N/QP2R3/2pk4/2N2p2/4bq2
1. Bc1? ~ 2. Sf4#, 1. ... Bd2!
1. Sg3? ~ 2. Rd4#, 1. ... Qe2!
1. Se3! ~ 2. Qc2#
1. ... Bd2! 2. Sf4#
1. ... Qe2! 2. Rd4#
З цієї задачі почалася цілеспрямована розробка задач на переміну функцій ходів білих фігур, що являє собою переміну одного і того ж ходу : вступний хід — загроза — матуючий хід.

## Таскова форма
При вираженні в тасковій формі теми повинна бути максимальна кількість варіантів тематичної гри.
|   | a | b | c | d | e | f | g | h |   |
| 8 | a8 біла тура · a6 чорна тура · g6 білий пішак · a4 чорний пішак · a3 білий король · a2 білий слон · a1 чорний король | a8 біла тура · a6 чорна тура · g6 білий пішак · a4 чорний пішак · a3 білий король · a2 білий слон · a1 чорний король | a8 біла тура · a6 чорна тура · g6 білий пішак · a4 чорний пішак · a3 білий король · a2 білий слон · a1 чорний король | a8 біла тура · a6 чорна тура · g6 білий пішак · a4 чорний пішак · a3 білий король · a2 білий слон · a1 чорний король | a8 біла тура · a6 чорна тура · g6 білий пішак · a4 чорний пішак · a3 білий король · a2 білий слон · a1 чорний король | a8 біла тура · a6 чорна тура · g6 білий пішак · a4 чорний пішак · a3 білий король · a2 білий слон · a1 чорний король | a8 біла тура · a6 чорна тура · g6 білий пішак · a4 чорний пішак · a3 білий король · a2 білий слон · a1 чорний король | a8 біла тура · a6 чорна тура · g6 білий пішак · a4 чорний пішак · a3 білий король · a2 білий слон · a1 чорний король | 8 |
| 7 | a8 біла тура · a6 чорна тура · g6 білий пішак · a4 чорний пішак · a3 білий король · a2 білий слон · a1 чорний король | a8 біла тура · a6 чорна тура · g6 білий пішак · a4 чорний пішак · a3 білий король · a2 білий слон · a1 чорний король | a8 біла тура · a6 чорна тура · g6 білий пішак · a4 чорний пішак · a3 білий король · a2 білий слон · a1 чорний король | a8 біла тура · a6 чорна тура · g6 білий пішак · a4 чорний пішак · a3 білий король · a2 білий слон · a1 чорний король | a8 біла тура · a6 чорна тура · g6 білий пішак · a4 чорний пішак · a3 білий король · a2 білий слон · a1 чорний король | a8 біла тура · a6 чорна тура · g6 білий пішак · a4 чорний пішак · a3 білий король · a2 білий слон · a1 чорний король | a8 біла тура · a6 чорна тура · g6 білий пішак · a4 чорний пішак · a3 білий король · a2 білий слон · a1 чорний король | a8 біла тура · a6 чорна тура · g6 білий пішак · a4 чорний пішак · a3 білий король · a2 білий слон · a1 чорний король | 7 |
| 6 | a8 біла тура · a6 чорна тура · g6 білий пішак · a4 чорний пішак · a3 білий король · a2 білий слон · a1 чорний король | a8 біла тура · a6 чорна тура · g6 білий пішак · a4 чорний пішак · a3 білий король · a2 білий слон · a1 чорний король | a8 біла тура · a6 чорна тура · g6 білий пішак · a4 чорний пішак · a3 білий король · a2 білий слон · a1 чорний король | a8 біла тура · a6 чорна тура · g6 білий пішак · a4 чорний пішак · a3 білий король · a2 білий слон · a1 чорний король | a8 біла тура · a6 чорна тура · g6 білий пішак · a4 чорний пішак · a3 білий король · a2 білий слон · a1 чорний король | a8 біла тура · a6 чорна тура · g6 білий пішак · a4 чорний пішак · a3 білий король · a2 білий слон · a1 чорний король | a8 біла тура · a6 чорна тура · g6 білий пішак · a4 чорний пішак · a3 білий король · a2 білий слон · a1 чорний король | a8 біла тура · a6 чорна тура · g6 білий пішак · a4 чорний пішак · a3 білий король · a2 білий слон · a1 чорний король | 6 |
| 5 | a8 біла тура · a6 чорна тура · g6 білий пішак · a4 чорний пішак · a3 білий король · a2 білий слон · a1 чорний король | a8 біла тура · a6 чорна тура · g6 білий пішак · a4 чорний пішак · a3 білий король · a2 білий слон · a1 чорний король | a8 біла тура · a6 чорна тура · g6 білий пішак · a4 чорний пішак · a3 білий король · a2 білий слон · a1 чорний король | a8 біла тура · a6 чорна тура · g6 білий пішак · a4 чорний пішак · a3 білий король · a2 білий слон · a1 чорний король | a8 біла тура · a6 чорна тура · g6 білий пішак · a4 чорний пішак · a3 білий король · a2 білий слон · a1 чорний король | a8 біла тура · a6 чорна тура · g6 білий пішак · a4 чорний пішак · a3 білий король · a2 білий слон · a1 чорний король | a8 біла тура · a6 чорна тура · g6 білий пішак · a4 чорний пішак · a3 білий король · a2 білий слон · a1 чорний король | a8 біла тура · a6 чорна тура · g6 білий пішак · a4 чорний пішак · a3 білий король · a2 білий слон · a1 чорний король | 5 |
| 4 | a8 біла тура · a6 чорна тура · g6 білий пішак · a4 чорний пішак · a3 білий король · a2 білий слон · a1 чорний король | a8 біла тура · a6 чорна тура · g6 білий пішак · a4 чорний пішак · a3 білий король · a2 білий слон · a1 чорний король | a8 біла тура · a6 чорна тура · g6 білий пішак · a4 чорний пішак · a3 білий король · a2 білий слон · a1 чорний король | a8 біла тура · a6 чорна тура · g6 білий пішак · a4 чорний пішак · a3 білий король · a2 білий слон · a1 чорний король | a8 біла тура · a6 чорна тура · g6 білий пішак · a4 чорний пішак · a3 білий король · a2 білий слон · a1 чорний король | a8 біла тура · a6 чорна тура · g6 білий пішак · a4 чорний пішак · a3 білий король · a2 білий слон · a1 чорний король | a8 біла тура · a6 чорна тура · g6 білий пішак · a4 чорний пішак · a3 білий король · a2 білий слон · a1 чорний король | a8 біла тура · a6 чорна тура · g6 білий пішак · a4 чорний пішак · a3 білий король · a2 білий слон · a1 чорний король | 4 |
| 3 | a8 біла тура · a6 чорна тура · g6 білий пішак · a4 чорний пішак · a3 білий король · a2 білий слон · a1 чорний король | a8 біла тура · a6 чорна тура · g6 білий пішак · a4 чорний пішак · a3 білий король · a2 білий слон · a1 чорний король | a8 біла тура · a6 чорна тура · g6 білий пішак · a4 чорний пішак · a3 білий король · a2 білий слон · a1 чорний король | a8 біла тура · a6 чорна тура · g6 білий пішак · a4 чорний пішак · a3 білий король · a2 білий слон · a1 чорний король | a8 біла тура · a6 чорна тура · g6 білий пішак · a4 чорний пішак · a3 білий король · a2 білий слон · a1 чорний король | a8 біла тура · a6 чорна тура · g6 білий пішак · a4 чорний пішак · a3 білий король · a2 білий слон · a1 чорний король | a8 біла тура · a6 чорна тура · g6 білий пішак · a4 чорний пішак · a3 білий король · a2 білий слон · a1 чорний король | a8 біла тура · a6 чорна тура · g6 білий пішак · a4 чорний пішак · a3 білий король · a2 білий слон · a1 чорний король | 3 |
| 2 | a8 біла тура · a6 чорна тура · g6 білий пішак · a4 чорний пішак · a3 білий король · a2 білий слон · a1 чорний король | a8 біла тура · a6 чорна тура · g6 білий пішак · a4 чорний пішак · a3 білий король · a2 білий слон · a1 чорний король | a8 біла тура · a6 чорна тура · g6 білий пішак · a4 чорний пішак · a3 білий король · a2 білий слон · a1 чорний король | a8 біла тура · a6 чорна тура · g6 білий пішак · a4 чорний пішак · a3 білий король · a2 білий слон · a1 чорний король | a8 біла тура · a6 чорна тура · g6 білий пішак · a4 чорний пішак · a3 білий король · a2 білий слон · a1 чорний король | a8 біла тура · a6 чорна тура · g6 білий пішак · a4 чорний пішак · a3 білий король · a2 білий слон · a1 чорний король | a8 біла тура · a6 чорна тура · g6 білий пішак · a4 чорний пішак · a3 білий король · a2 білий слон · a1 чорний король | a8 біла тура · a6 чорна тура · g6 білий пішак · a4 чорний пішак · a3 білий король · a2 білий слон · a1 чорний король | 2 |
| 1 | a8 біла тура · a6 чорна тура · g6 білий пішак · a4 чорний пішак · a3 білий король · a2 білий слон · a1 чорний король | a8 біла тура · a6 чорна тура · g6 білий пішак · a4 чорний пішак · a3 білий король · a2 білий слон · a1 чорний король | a8 біла тура · a6 чорна тура · g6 білий пішак · a4 чорний пішак · a3 білий король · a2 білий слон · a1 чорний король | a8 біла тура · a6 чорна тура · g6 білий пішак · a4 чорний пішак · a3 білий король · a2 білий слон · a1 чорний король | a8 біла тура · a6 чорна тура · g6 білий пішак · a4 чорний пішак · a3 білий король · a2 білий слон · a1 чорний король | a8 біла тура · a6 чорна тура · g6 білий пішак · a4 чорний пішак · a3 білий король · a2 білий слон · a1 чорний король | a8 біла тура · a6 чорна тура · g6 білий пішак · a4 чорний пішак · a3 білий король · a2 білий слон · a1 чорний король | a8 біла тура · a6 чорна тура · g6 білий пішак · a4 чорний пішак · a3 білий король · a2 білий слон · a1 чорний король | 1 |
|   | a | b | c | d | e | f | g | h |   |

FEN: R7/8/r5P1/8/p7/K7/B7/k7
1. Rb8? ~ 2. Rb1#, 1. ... Rb6!
1. Rc8?  ~ 2. Rc1#, 1. ... Rc6!
1. Rd8? ~ 2. Rd1#,  1. ... Rd6!
1. Re8?  ~ 2. Re1#, 1. ... Re6!
1. Rf8?   ~ 2. Rf1#,  1. ... Rf6!
1. Rh8! ~ 2. Rh1#
1. ... Rb6 2. Rh1+ Rb1 3. Rxb1#
1. ... Rc6 2. Rh1+ Rc1  3. Rxc1#
1. ... Rd6 2. Rh1+ Rd1  3. Rxd1#
1. ... Re6  2. Rh1+ Re1 3. Rxe1#
1. ... Rf6   2. Rh1+ Rf1  3. Rxf1#
Тема Домбровскіса в мініатюрі в 5-ти варіантах. Таск!
В цій мініатюрі додатково виражена в синтезі тема Калініна. 

## Синтез з іншими темами
Теми Домбровскіса і Ханнеліуса є споріднені, але виразити їх синтез дуже важко. Як не дивно, але спочатку цей синтез був виражений в задачі на зворотний мат.